# Santomese dobra
De Santomese dobra is sinds 1977 de munteenheid van de Afrikaanse eilandstaat Sao Tomé en Principe. In 2018 werd de munt tegen een wisselkoers van 1000 tot 1 vervangen door de nieuwe dobra. De munt is verdeeld in 100 cêntimos.

## Geschiedenis
Tot 1914 was de munteenheid van Sao Tomé en Principe de Santomese real, die equivalent was aan de Portugese real. Tot 1825 werden er speciale munten voor de koloniën geslagen en vanaf 1897 werden er speciale bankbiljetten gedrukt. In 1914 werd de real vervangen door de Santomese escudo, die equivalent was aan de Portugese escudo, de wisselkoers werd vastgesteld op 1000 réis = 1 escudo. In de eerste jaren werden er eigen bankbiljetten gebruikt, terwijl de Portugese munten in gebruik waren; vanaf 1929 werden er ook speciale escudo-munten voor Sao Tomé en Principe geslagen.
In 1977, twee jaar na de afhankelijkheid werd de escudo vervangen door de dobra. Door een verdrag met Portugal in juli 2009 is de dobra sinds 1 januari 2010 gekoppeld aan de Euro. De vaste wisselkoers was 24.500 dobra per Euro en sinds de renominatie van 2018 is dat 24,5 dobra per Euro.

## Bankbiljetten
De eerste serie uit 1977 bestond uit bankbiljetten van 50, 100, 500 en 1000 dobra. In 1996 werden biljetten van 5000, 10.000, 20.000 en 50.000 dobra geïntroduceerd, deze waren tot en met de renominatie van 2018 in gebruik. In 2006 werd de serie vervangen door een beter beveiligde serie en in december 2008 kwam het biljet van 100.000 dobra erbij. Op alle biljetten op die van 100.000 dobra na staat het portret van Rei Amador, de slavenkoning uit de mythologie der Angolares. In 2018 kwam een serie uit van biljetten van 5, 10, 20, 50, 100 en 200 nieuwe dobra.
| Waarde        | Jaartal | Voorzijde | Achterzijde                            |
| ------------- | ------- | --- | -------------------------------------- |
| 5000 dobra    | 1996    | Principeglansspreeuw (Lamprotornis ornatus), Rei Amador | Landbouw- en veehouderijbedrijf        |
| 10.000 dobra  | 1996    | Smaragdkoekoek (Chrysococcyx cupreus), Rei Amador | Papegaaienbrug op Principe             |
| 20.000 dobra  | 1996    | Sãotoméwielewaal (Oriolus crassirostris), Rei Amador | Santo António                          |
| 50.000 dobra  | 1996    | Sãotomé-ijsvogel (Corythornis cristatus thomensis (ondersoort van Corythornis cristatus, ook wel Alcedo thomensis of Alcedo cristata thomensis genoemd), Rei Amador | Centrale Bank van Sao Tomé en Principe |
| 100.000 dobra | 2005    | Grijze roodstaartpapegaai (Psittacus erithacus), Francisco José Terneiro                                                                                            | Straattheater, monument van Principe   |

## Munten
De eerste serie uit 1977 bestond uit munten van 50 cêntimos en 1, 2, 5, 10 en 20 dobra, in 1990 kwam daar de munt van 50 dobra bij. In 1997 werd een nieuwe serie geïntroduceerd die bestond uit munten van 100, 250, 500, 1000 en 2000 dobra, deze waren tot en met 2018 in gebruik. Alle munten van de tweede serie hebben op de ene kant het wapen van Sao Tomé en Principe en op de andere kant de tekst Aumentemos a Produção en de waarde. In 2018 kwam een nieuwe serie uit bestaande uit munten van 10, 20 en 50 cêntimos en 1 en 2 dobra. Deze munten hebben op de ene kant het wapen en op de andere kant een vogel en de waarde.
| Waarde         | Jaartal | Voorzijde                      | Achterzijde                                                                         |
| -------------- | ------- | ------------------------------ | ----------------------------------------------------------------------------------- |
| 10 cêntimos    | 2008    | Wapen van Sao Tomé en Principe | DEZ CÊNTIMOS, CONÔBIA, afbeelding van een ijsvogel                                  |
| 20 cêntimos    | 2008    | Wapen van Sao Tomé en Principe | VINTE CÊNTIMOS, CESSA, afbeelding van een sãotomépapegaaiduif                       |
| 50 cêntimos    | 2008    | Wapen van Sao Tomé en Principe | CINQUENTA CÊNTIMOS, PAPAGAIO CINZENTO, afbeelding van een grijze roodstaartpapegaai |
| 1 nieuwe dobra | 2008    | Wapen van Sao Tomé en Principe | UMA DOBRA, CELÊLÊ MANGOCHI, afbeelding van een reuzenhoningzuiger                   |
| 2 nieuwe dobra | 2008    | Wapen van Sao Tomé en Principe | DUAS DOBRAS, FALCÃO, afbeelding van een roodpootvalk                                |